# Asparagus botswanicus
Asparagus botswanicus — вид рослин із родини холодкових (Asparagaceae).

## Біоморфологічна характеристика
Це прямовисний кущ 25–60 см заввишки. Стебла відгалужуються від основи. Гілки в старих частинах округлі, молодші кутасті. Колючки дрібні, 0.5–1 мм завдовжки на основах старших гілок, у молодих частинах відсутні. Кладодії в пучках по 3–6, нерівні, 4–10 мм завдовжки. Квітки поодинокі, пазушні. Листочки оцвітини 6, еліптичні, 2.5 × 0.6 мм; тичинок 6. Ягода помаранчева в зрілості, ≈ 6 мм у діаметрі, 1-насінна.

## Середовище проживання
Ареал: пн. Ботсвани.
Населяє савану на глибокому дрібнозернистому піску; на висоті ≈ 1600 метрів.